# Ferdi Kadıoğlu
Ferdi Erenay Kadıoğlu (Arnhem, 7 ottobre 1999) è un calciatore turco con cittadinanza olandese, difensore del Brighton e della nazionale turca.

## Biografia
Di padre turco e madre olandese, è nato e cresciuto ad Arnhem.

## Carattetistiche tecniche
Essendo un giocatore versatile, Kadıoğlu nella sua carriera è stato impiegato in ogni reparto del campo, sia come trequartista che come esterno di centrocampo su entrambe le fasce, ma può giocare anche in attacco come ala destra o ala sinistra, può prestarsi anche come terzino destro e terzino sinistro in zona arretrata. Abile nel tagliare e nel muoversi negli spazi liberi, sa calciare con entrambi i piedi, inoltre è dotato di un tiro potente, è anche capace di segnare da fuori area.

## Carriera

### Club

#### N.E.C.
Dopo essere cresciuto nei settori giovanili di ESA Rijkerswoerd e N.E.C., debutta con la prima squadra del club olandese nel 2016, durante il suo primo campionato segna una rete contro l'Utrecht e il Groningen pareggiando per 1-1 entrambe le partite, inoltre con il suo assist permette a Jay-Roy Grot di realizzare il gol del 1-0 sconfiggendo il Willem II. Nella Coppa del Belgio riesce a segnare una rete battendo per 3-0 l'Achilles '29. Nell'edizione 2017-2018 del campionato Kadıoğlu segna sette gol, l'ultimo contro il TOP Oss vincendo per 2-1.

#### Fenerbahçe
Il 15 luglio 2018 viene ceduto a titolo definitivo al Fenerbahçe.Nell'edizione 2019-2020 del campionato turco, segna la sua prima rete per il Fenerbahçe con il gol del 5-0 battendo il Gaziantep, realizza una rete anche contro il Gençlerbirliği vincendo per 5-2, inoltre la sua doppietta decide la vittoria su 2-1 ai danni del Göztepe, nel match contro il Başakşehir, Kadıoğlu con il suo passaggio permette a Nabil Dirar di segnare la rete del 2-1 vincendo, invece nel successo contro lo Yeni Malatyaspor, con il suo assist Kadıoğlu permette a Yeni Malatyaspor di insaccare il gol del 3-2.
Vince la Coppa di Turchia dove, nella semifinale, Kadıoğlu segna una rete battendo per 3-0 il Sivasspor. Nella  Conference League realizza un gol vincendo per 4-0 contro lo Spartak Trnava. Il 23 luglio 2024 segna la sua ultima rete per la squadra, prevalendo per 4-3 contro il Lugano.

#### Brighton
Il 27 agosto 2024 viene acquistato dal Brighton.Nella sua prima stagione segna solo due reti, la prima contro il Wolverhampton vincendo per 3-2, tuttavia è stato messo da parte per la maggior parte delle partite per via di una lacerazione capsulare al dito del piede.

### Nazionale
Ha giocato nelle selezioni giovanili olandese, con l'Under-19 durante le qualificazioni per l'europeo di categoria Kadıoğlu segna una doppietta battendo prima per 2-0 l'Ucraina e poi per 3-0 Malta, realizza un gol anche contro la Norvegia vincendo per 6-1.
Con la Nazionale Under-20 partecipa al Torneo Otto Nazioni dove Kadıoğlu segna la rete del 3-1 sconfiggendo l'Inghilterra.
Esordisce con la nazionale della Turchia il 4 giugno 2022 nella vittoria per 4-0 contro le Fær Øer. Il 18 novembre 2023, durante un'amichevole contro la Germania, sigla un gol ottenendo una vittoria per 3-2.

## Statistiche

### Presenze e reti nei club
Statistiche aggiornate al 12 settembre 2023.
| Stagione            | Squadra             | Campionato          | Campionato | Campionato | Coppe nazionali | Coppe nazionali | Coppe nazionali | Coppe continentali | Coppe continentali | Coppe continentali | Altre coppe | Altre coppe | Altre coppe | Totale | Totale | Totale |
| Stagione            | Squadra             | Comp                | Pres       | Reti       | Comp            | Pres            | Reti            | Comp               | Pres               | Reti               | Comp        | Pres        | Reti        | Pres   | Reti   |        |
| ------------------- | ------------------- | ------------------- | ---------- | ---------- | --------------- | --------------- | --------------- | ------------------ | ------------------ | ------------------ | ----------- | ----------- | ----------- | ------ | ------ | ------ |
| 2016-2017           | NEC Nijmegen        | ED                  | 27+3       | 4          | CO              | 1               | 0               | -                  | -                  | -                  | -           | -           | -           | 31     | 4      |        |
| 2017-2018           | NEC Nijmegen        | 1D                  | 34+2       | 7          | CO              | 3               | 1               | -                  | -                  | -                  | -           | -           | -           | 39     | 8      |        |
| Totale NEC Nijmegen | Totale NEC Nijmegen | Totale NEC Nijmegen | 61+5       | 11         |                 | 4               | 1               |                    | -                  | -                  |             | -           | -           | 70     | 12     |        |
| 2018-2019           | Fenerbahçe          | SL                  | 0          | 0          | TK              | 1               | 0               | UCL                | 0                  | 0                  | -           | -           | -           | 1      | 0      |        |
| 2019-2020           | Fenerbahçe          | SL                  | 23         | 4          | TK              | 8               | 2               | UEL                | 0                  | 0                  | -           | -           | -           | 31     | 6      |        |
| 2020-2021           | Fenerbahçe          | SL                  | 26         | 1          | TK              | 4               | 0               | UEL                | 0                  | 0                  | -           | -           | -           | 30     | 1      |        |
| 2021-2022           | Fenerbahçe          | SL                  | 28         | 2          | TK              | 1               | 0               | UEL+UECL           | 7+2                | 0+1                | -           | -           | -           | 38     | 3      |        |
| 2022-2023           | Fenerbahçe          | SL                  | 32         | 3          | TK              | 6               | 1               | UCL+UEL            | 2+8                | 0+0                | -           | -           | -           | 48     | 4      |        |
| 2023-2024           | Fenerbahçe          | SL                  | 35         | 1          | TK              | 2               | 0               | UECL               | 10                 | 2                  | ST          | -           | -           | 47     | 3      |        |
| Totale Fenerbahçe   | Totale Fenerbahçe   | Totale Fenerbahçe   | 109        | 10         |                 | 20              | 3               |                    | 29                 | 3                  |             | -           | -           | 150    | 16     |        |
| Totale carriera     | Totale carriera     | Totale carriera     | 175        | 21         |                 | 24              | 4               |                    | 29                 | 3                  |             | -           | -           | 220    | 28     |        |

### Cronologia presenze e reti in nazionale
| Cronologia completa delle presenze e delle reti in nazionale ― Turchia | Cronologia completa delle presenze e delle reti in nazionale ― Turchia | Cronologia completa delle presenze e delle reti in nazionale ― Turchia | Cronologia completa delle presenze e delle reti in nazionale ― Turchia | Cronologia completa delle presenze e delle reti in nazionale ― Turchia | Cronologia completa delle presenze e delle reti in nazionale ― Turchia | Cronologia completa delle presenze e delle reti in nazionale ― Turchia | Cronologia completa delle presenze e delle reti in nazionale ― Turchia |
| Data                                                                   | Città                                                                  | In casa                                                                | Risultato                                                              | Ospiti                                                                 | Competizione                                                           | Reti                                                                   | Note                                                                   |
| ---------------------------------------------------------------------- | ---------------------------------------------------------------------- | ---------------------------------------------------------------------- | ---------------------------------------------------------------------- | ---------------------------------------------------------------------- | ---------------------------------------------------------------------- | ---------------------------------------------------------------------- | ---------------------------------------------------------------------- |
| 4-6-2022                                                               | Istanbul                                                               | Turchia                                                                | 4 – 0                                                                  | Fær Øer                                                                | UEFA Nations League 2022-2023 - 1º turno                               | -                                                                      |                                                                        |
| 7-6-2022                                                               | Vilnius                                                                | Lituania                                                               | 0 – 6                                                                  | Turchia                                                                | UEFA Nations League 2022-2023 - 1º turno                               | -                                                                      | 58’                                                                    |
| 11-6-2022                                                              | Lussemburgo                                                            | Lussemburgo                                                            | 0 – 2                                                                  | Turchia                                                                | UEFA Nations League 2022-2023 - 1º turno                               | -                                                                      | 68’                                                                    |
| 14-6-2022                                                              | Izmir                                                                  | Turchia                                                                | 2 – 0                                                                  | Lituania                                                               | UEFA Nations League 2022-2023 - 1º turno                               | -                                                                      | 84’                                                                    |
| 22-9-2022                                                              | Istanbul                                                               | Turchia                                                                | 3 – 3                                                                  | Lussemburgo                                                            | UEFA Nations League 2022-2023 - 1º turno                               | -                                                                      |                                                                        |
| 25-9-2022                                                              | Tórshavn                                                               | Fær Øer                                                                | 2 – 1                                                                  | Turchia                                                                | UEFA Nations League 2022-2023 - 1º turno                               | -                                                                      |                                                                        |
| 16-11-2022                                                             | Diyarbakir                                                             | Turchia                                                                | 2 – 1                                                                  | Scozia                                                                 | Amichevole                                                             | -                                                                      | 34’                                                                    |
| 25-3-2023                                                              | Erevan                                                                 | Armenia                                                                | 1 – 2                                                                  | Turchia                                                                | Qual. Euro 2024                                                        | -                                                                      | 74’                                                                    |
| 28-3-2023                                                              | Bursa                                                                  | Turchia                                                                | 0 – 2                                                                  | Croazia                                                                | Qual. Euro 2024                                                        | -                                                                      |                                                                        |
| 16-6-2023                                                              | Riga                                                                   | Lettonia                                                               | 2 – 3                                                                  | Turchia                                                                | Qual. Euro 2024                                                        | -                                                                      | 41’ 89’                                                                |
| 19-6-2023                                                              | Samsun                                                                 | Turchia                                                                | 2 – 0                                                                  | Galles                                                                 | Qual. Euro 2024                                                        | -                                                                      | 73’                                                                    |
| 12-10-2023                                                             | Osijek                                                                 | Croazia                                                                | 0 – 1                                                                  | Turchia                                                                | Qual. Euro 2024                                                        | -                                                                      |                                                                        |
| 15-10-2023                                                             | Konya                                                                  | Turchia                                                                | 4 – 0                                                                  | Lettonia                                                               | Qual. Euro 2024                                                        | -                                                                      | 46’                                                                    |
| 18-11-2023                                                             | Berlino                                                                | Germania                                                               | 2 – 3                                                                  | Turchia                                                                | Amichevole                                                             | 1                                                                      | 63’                                                                    |
| 21-11-2023                                                             | Cardiff                                                                | Galles                                                                 | 1 – 1                                                                  | Turchia                                                                | Qual. Euro 2024                                                        | -                                                                      |                                                                        |
| 18-6-2024                                                              | Dortmund                                                               | Turchia                                                                | 3 – 1                                                                  | Georgia                                                                | Euro 2024 - 1º turno                                                   | -                                                                      |                                                                        |
| 22-6-2024                                                              | Dortmund                                                               | Turchia                                                                | 0 – 3                                                                  | Portogallo                                                             | Euro 2024 - 1º turno                                                   | -                                                                      |                                                                        |
| 26-6-2024                                                              | Amburgo                                                                | Rep. Ceca                                                              | 1 – 2                                                                  | Turchia                                                                | Euro 2024 - 1º turno                                                   | -                                                                      |                                                                        |
| 2-7-2024                                                               | Lipsia                                                                 | Austria                                                                | 1 – 2                                                                  | Turchia                                                                | Euro 2024 - Ottavi di finale                                           | -                                                                      |                                                                        |
| 6-7-2024                                                               | Berlino                                                                | Paesi Bassi                                                            | 2 – 1                                                                  | Turchia                                                                | Euro 2024 - Quarti di finale                                           | -                                                                      |                                                                        |
| 11-10-2024                                                             | Samsun                                                                 | Turchia                                                                | 1 – 0                                                                  | Montenegro                                                             | UEFA Nations League 2024-2025 - 1º turno                               | -                                                                      |                                                                        |
| 14-10-2024                                                             | Reykjavík                                                              | Islanda                                                                | 2 – 4                                                                  | Turchia                                                                | UEFA Nations League 2024-2025 - 1º turno                               | -                                                                      | 78’                                                                    |
| Totale                                                                 |                                                                        | Presenze                                                               | 22                                                                     |                                                                        | Reti                                                                   | 1                                                                      |                                                                        |

## Palmarès
- Coppa di Turchia: 1

Fenerbahçe: 2022-2023